# Vincenzo Lami
Vincenzo Lami (Empoli, 1807 – 1892) è stato un pittore e architetto italiano.

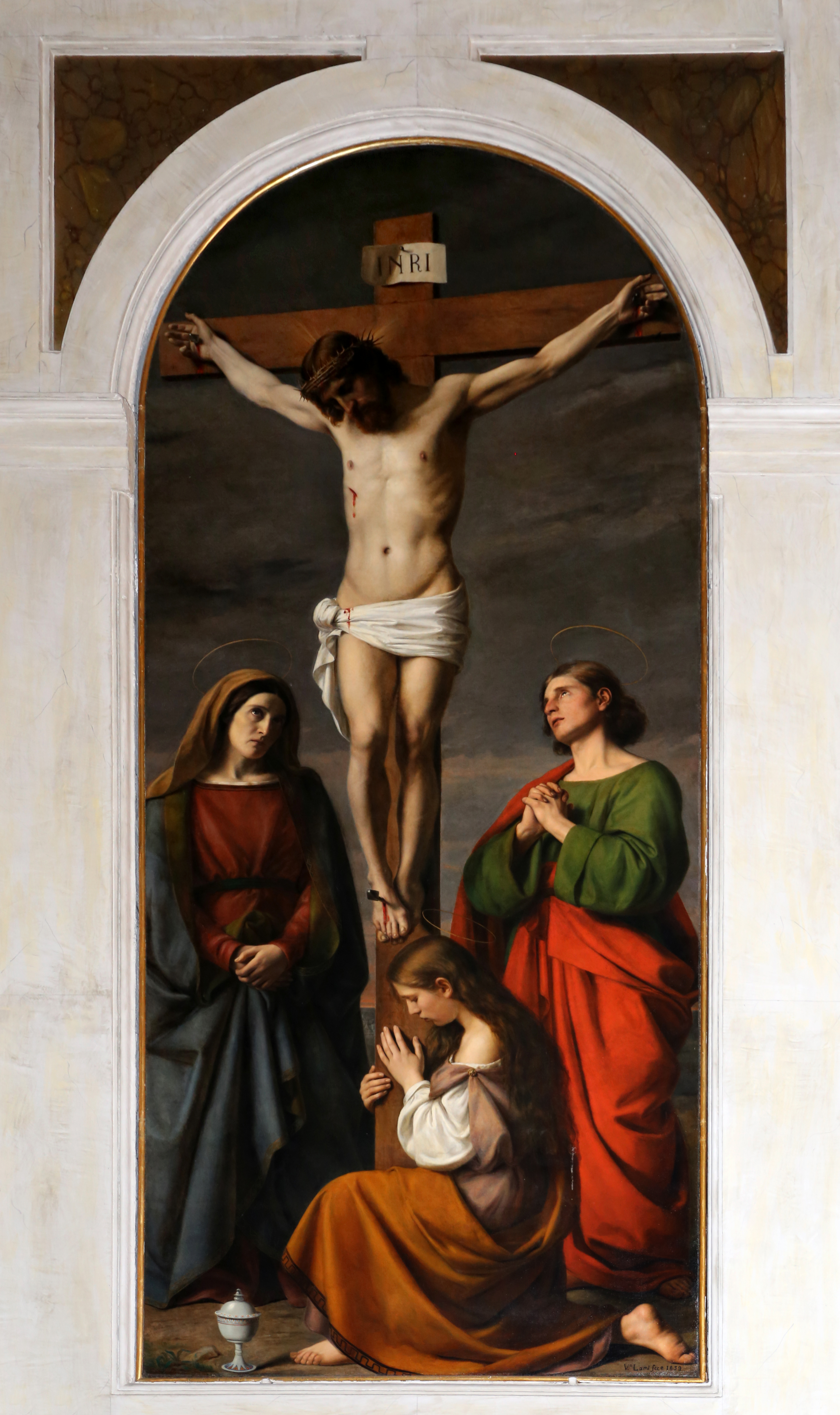
Crocifissione, Duomo di Cecina

Lami, dopo aver studiato all'Accademia di Firenze e vinto concorsi deluso dall'ambiente artistico fiorentino, prese la decisione di lasciare l'Italia e di recarsi a S.Pietroburgo nel 1842, dove fu architetto e pittore, e si sposò con una Russa.
Il suo rientro a Firenze fu difficile, ma nel 1850, Felice Francolini gli commissionò il dipinto dell'Assunta per la Chiesa di Vada. Lami si dedicò con entusiasmo a questa opera, che rappresenta la Madonna in gloria insieme a altre figure come Sant'Ilario vescovo, Santa Caterina da Siena e San Felice di Valois. Quest'ultimo ritratto in modo nobile e sereno rappresentava l'amico architetto Felice Francolini.
Il dipinto fu portato a Vada nel 1854 e segnò una svolta nella vita di Lami, ottenendo l'approvazione e successivamente ricevendo l'incarico di dipingere una Crocifissione per il Duomo di Cecina.
Lami fu nominato Socio Professore dell'Accademia e dedicò la sua attenzione soprattutto ai ritratti di notevole qualità.

## Opere
- Madonna in Gloria, Madonna con San Felice di Valois, Santa Caterina e Santo vescovo  [1][2]
- Alessandro Lami (ritratto)
- Piero Gismondi (ritratto)[3]
- Francesco Maria Alli Maccarini[4], Vescovo (ritratto)
- Ivan Sergeyevich Turgenev[5] (ritratto)  State Central Literary Museum, Moscow
- Santa Filomena[6] (1835),
- Cambio Petrucci[7]   (ritratto)